# Không đoàn
| Cơ cấu Anh                                              | Cơ cấu Mỹ         |
| ------------------------------------------------------- | ----------------- |
| Liên đoàn (group)                                       | Không đoàn (wing) |
| Không đoàn                                              | Liên đoàn         |
| Phi đoàn                                                | Phi đoàn          |
| Phi đội                                                 | Phi đội           |
| Chú thích: thứ tự lớn nhỏ theo chiều từ trên xuống dưới |                   |

Không đoàn (tiếng Anh:wing) là một thuật từ được các không lực khác nhau trên thế giới sử dụng để chỉ một đơn vị không lực. Thuật từ Không đoàn (wing) và liên đoàn bay (group) được dùng để chỉ các đơn vị không lực lớn nhỏ khác nhau của từng quốc gia khác nhau hay quân chủng khác nhau. Đôi khi hai thuật từ này dễ gây nhầm lẫn.
Trong một số binh chủng không lực quân sự, một không đoàn là một đội hình tương đối lớn gồm từ 2 hay nhiều liên đoàn bay, mỗi liên đoàn có từ 2 đến nhiều phi đoàn. Nhưng theo ngữ cảnh khác, một không đoàn lại là một đơn vị không lực nhỏ gồm có từ 2 đến 4 phi đoàn và một số không đoàn hợp lại thành một liên đoàn bay. Ví dụ, một không đoàn trong Không quân Hoa Kỳ thì tương đương một liên đoàn bay của Không quân Hoàng gia Anh và cả hai tương đương với một trung đoàn lục quân. Nhưng ngược lại một liên đoàn bay của Không quân Hoa Kỳ thì bằng một không đoàn của Không quân Hoàng gia Anh.